# Masfera
Masfera es una casería española de la parroquia de Inclán, perteneciente al municipio de Pravia, en la comunidad autónoma de Asturias.

## Historia
Hacia mediados del siglo XIX, el lugar, ya por entonces perteneciente a la parroquia de Inclán del municipio de Pravia, tenía contabilizada una población de 44 habitantes. Aparece descrito en el undécimo volumen del Diccionario geográfico-estadístico-histórico de España y sus posesiones de Ultramar de Pascual Madoz con las siguientes palabras:

MASFERA: l. en la prov. de Oviedo, ayunt. de Pravia y felig. de San Estéban de Inclan: sit. en la parte de abajo del sitio llamado el Chapurrado, en la pendiente de una colina que media entre las alturas de Villafria y Godina sobre una canalada que arrancando desde San Antonio de Villamejan pasa entre la loma de Godina siguiendo por ella uno de los arroyuelos que forman el r. de Candalina: su terreno es como el de la mayor parte de los pueblos de las Outedas, aunque menos tenaz que el de las vegas y valles de buena calidad y muy á propósito para la produccion de escanda. prod.: maiz, habas, castañas y otros frutos. pobl.: 8 vec. y 44 alm.
(Madoz, 1848, p. 283)

En 2023, la entidad singular de población de Masfera no tenía empadronado ningún habitante.